# IEEE 802.11u
IEEE 802.11u 또는 IEEE 802.11u-2011는 외부 네트워크와의 작업을 개선시키는 기능을 추가한 IEEE 802.11-2007의 수정판이다. 
802.11은 노트북 컴퓨터나 스마트폰 등의 모바일 통신 기기 등이 무선랜(가정이나, 공공장소의 핫스팟, 상업 시설 등에서 널리 쓰인다.) 등에 연결할 수 있도록 한 IEEE 802.11의 기술 표준이다.

## 같이 보기
- GSM
- UMTS
- EV-DO
- IEEE 802.21